# Kliment Kolesnikov
Kliment Andréyevich Kolésnikov (en ruso: Климент Андреевич Колесников; Moscú, 9 de julio de 2000) es un deportista ruso que compite en natación.
Participó en los Juegos Olímpicos de Tokio 2020, obteniendo dos medallas, plata en la prueba de 100 m espalda y bronce en 100 m libre.
Ganó tres medallas en el Campeonato Mundial de Natación, en los años 2019 y 2025, y doce medallas en el Campeonato Mundial de Natación en Piscina Corta, en los años 2018 y 2021.
Además, obtuvo diez medallas en el Campeonato Europeo de Natación, en los años 2018 y 2021, y 17 medallas en el Campeonato Europeo de Natación en Piscina Corta entre los años 2017 y 2021.

## Palmarés internacional
| Juegos Olímpicos                    | Juegos Olímpicos        | Juegos Olímpicos  | Juegos Olímpicos        |
| Año                                 | Lugar                   | Medalla           | Prueba                  |
| ----------------------------------- | ----------------------- | ----------------- | ----------------------- |
| 2020                                | Tokio (Japón)           | Medalla de plata  | 100 m espalda           |
| 2020                                | Tokio (Japón)           | Medalla de bronce | 100 m libre             |
| Campeonato Mundial                  |                         |                   |                         |
| Año                                 | Lugar                   | Medalla           | Prueba                  |
| 2019                                | Gwangju (Corea del Sur) | Medalla de plata  | 4 × 100 m libre         |
| 2019                                | Gwangju (Corea del Sur) | Medalla de bronce | 50 m espalda            |
| 2025                                | Singapur (Singapur)     | Medalla de oro    | 50 m espalda            |
| Campeonato Mundial en Piscina Corta |                         |                   |                         |
| Año                                 | Lugar                   | Medalla           | Prueba                  |
| 2018                                | Hangzhou (China)        | Medalla de oro    | 100 m estilos           |
| 2018                                | Hangzhou (China)        | Medalla de oro    | 4 × 50 m estilos        |
| 2018                                | Hangzhou (China)        | Medalla de plata  | 4 × 100 m libre         |
| 2018                                | Hangzhou (China)        | Medalla de plata  | 4 × 100 m estilos       |
| 2018                                | Hangzhou (China)        | Medalla de bronce | 100 m espalda           |
| 2018                                | Hangzhou (China)        | Medalla de bronce | 4 × 50 m estilos mixto  |
| 2021                                | Abu Dabi (EAU)          | Medalla de oro    | 50 m espalda            |
| 2021                                | Abu Dabi (EAU)          | Medalla de oro    | 100 m estilos           |
| 2021                                | Abu Dabi (EAU)          | Medalla de oro    | 4 × 100 m libre         |
| 2021                                | Abu Dabi (EAU)          | Medalla de oro    | 4 × 50 m estilos        |
| 2021                                | Abu Dabi (EAU)          | Medalla de plata  | 100 m espalda           |
| 2021                                | Abu Dabi (EAU)          | Medalla de bronce | 4 × 100 m estilos       |
| Campeonato Europeo                  |                         |                   |                         |
| Año                                 | Lugar                   | Medalla           | Prueba                  |
| 2018                                | Glasgow (Reino Unido)   | Medalla de oro    | 50 m espalda            |
| 2018                                | Glasgow (Reino Unido)   | Medalla de oro    | 100 m espalda           |
| 2018                                | Glasgow (Reino Unido)   | Medalla de oro    | 4 × 100 m libre         |
| 2018                                | Glasgow (Reino Unido)   | Medalla de plata  | 4 × 100 m estilos       |
| 2018                                | Glasgow (Reino Unido)   | Medalla de plata  | 4 × 100 m estilos mixto |
| 2018                                | Glasgow (Reino Unido)   | Medalla de bronce | 4 × 100 m libre mixto   |
| 2021                                | Budapest (Hungría)      | Medalla de oro    | 100 m libre             |
| 2021                                | Budapest (Hungría)      | Medalla de oro    | 50 m espalda            |
| 2021                                | Budapest (Hungría)      | Medalla de oro    | 4 × 100 m libre         |
| 2021                                | Budapest (Hungría)      | Medalla de plata  | 4 × 100 m estilos       |
| Campeonato Europeo en Piscina Corta |                         |                   |                         |
| Año                                 | Lugar                   | Medalla           | Prueba                  |
| 2017                                | Copenhague (Dinamarca)  | Medalla de oro    | 100 m espalda           |
| 2017                                | Copenhague (Dinamarca)  | Medalla de oro    | 200 m espalda           |
| 2017                                | Copenhague (Dinamarca)  | Medalla de plata  | 50 m espalda            |
| 2017                                | Copenhague (Dinamarca)  | Medalla de oro    | 4 × 50 m libre          |
| 2017                                | Copenhague (Dinamarca)  | Medalla de oro    | 4 × 50 m estilos        |
| 2019                                | Glasgow (Reino Unido)   | Medalla de oro    | 50 m espalda            |
| 2019                                | Glasgow (Reino Unido)   | Medalla de oro    | 100 m espalda           |
| 2019                                | Glasgow (Reino Unido)   | Medalla de oro    | 100 m estilos           |
| 2019                                | Glasgow (Reino Unido)   | Medalla de oro    | 4 × 50 m libre          |
| 2019                                | Glasgow (Reino Unido)   | Medalla de oro    | 4 × 100 m libre         |
| 2019                                | Glasgow (Reino Unido)   | Medalla de oro    | 4 × 50 m estilos mixto  |
| 2021                                | Kazán (Rusia)           | Medalla de oro    | 100 m libre             |
| 2021                                | Kazán (Rusia)           | Medalla de oro    | 50 m espalda            |
| 2021                                | Kazán (Rusia)           | Medalla de oro    | 100 m espalda           |
| 2021                                | Kazán (Rusia)           | Medalla de plata  | 4 × 50 m estilos        |
| 2021                                | Kazán (Rusia)           | Medalla de bronce | 4 × 50 m libre          |
| 2021                                | Kazán (Rusia)           | Medalla de bronce | 4 × 50 m estilos mixto  |